# Molson Canadian Rocks for Toronto
Molson Canadian Rocks for Toronto byl benefiční rockový koncert, který se uskutečnil v Downsview Parku v Torontu 30. července 2003. Je znám také jako „Toronto Rocks“, SARSStock", „SARSfest“, „SARS concert“, nebo jako „The Rolling Stones SARS Benefit Concert“.
Koncert navštívilo 450 000 – 500 000 lidí, což z něj činí největší podobnou akci v historii Kanady.
Koncert se uskutečnil asi měsíc poté, co jej navrhli The Rolling Stones, aby pomohli ekonomice Toronta vzpamatovat se z epidemie SARS, ke které došlo na začátku roku. První část koncertu začala dopoledne a vystoupili Have Love Will Travel Revue (Dan Aykroyd, který koncert uváděl a Jim Belushi), Sam Roberts, Kathleen Edwards, La Chicane, The Tea Party, The Flaming Lips, Sass Jordan, The Isley Brothers a Blue Rodeo. Vystoupení měla od 15 do 20 minut. Druhá část začala odpoledne a trvala až do noci a vystoupili Justin Timberlake, The Guess Who, Rush, AC/DC a The Rolling Stones. Vystoupení The Rolling Stones trvalo přes 90 minut a celý program uzavřelo.
Televizní dokument Toronto Rocks obsahující ukázky z koncertu vyšel v roce 2004 na DVD.